# AeroVelo Atlas

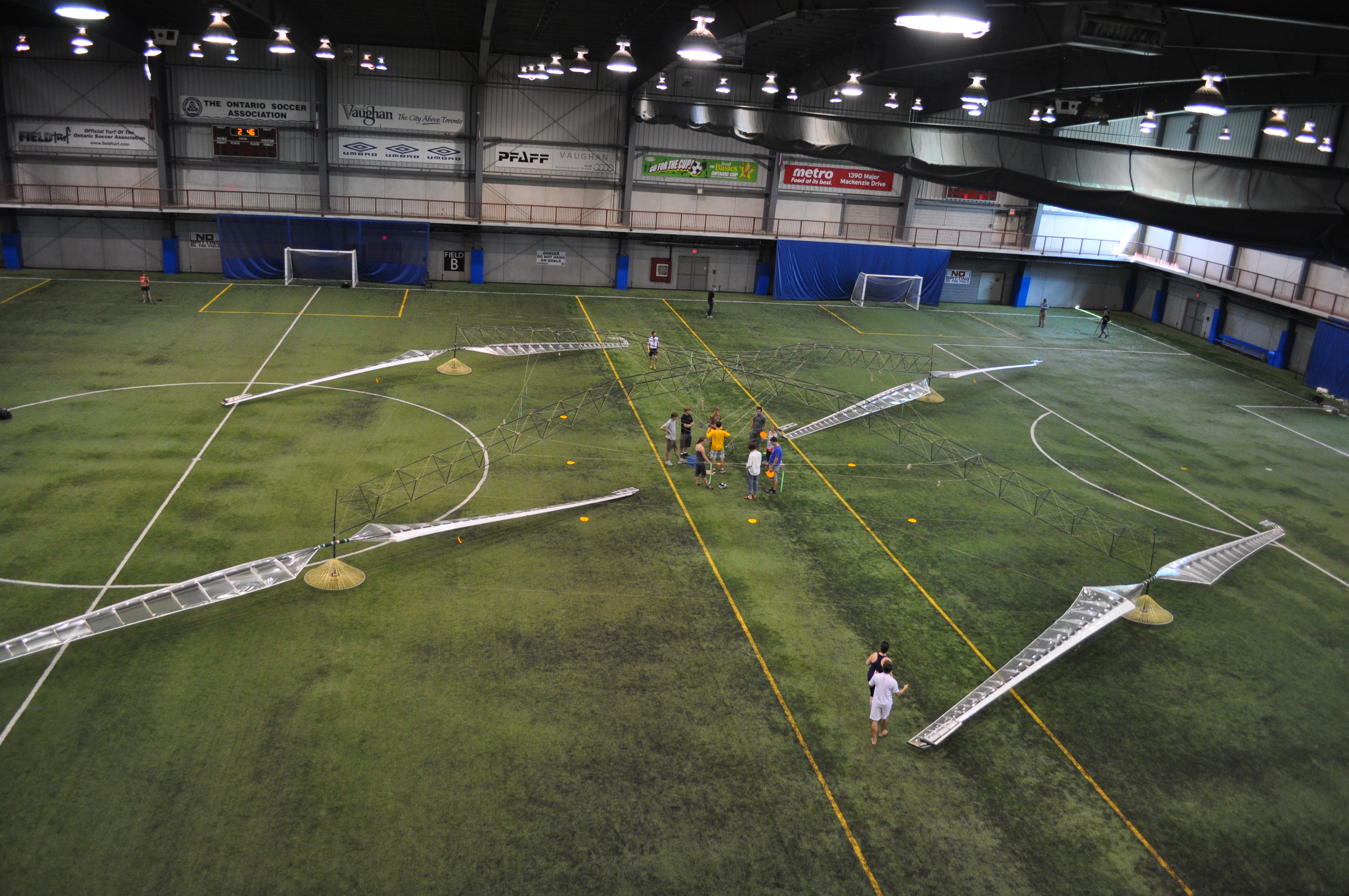
L'AeroVelo Atlas en août 2012 dans une salle de sport de Vaughan (Ontario).

L’AeroVelo Atlas est un hélicoptère à propulsion humaine (HPH) qui a été construit pour la compétition d'hélicoptère à propulsion humaine Igor Sikorsky dont le prix est de 250 000 dollars. Le 13 juin 2013, l'Atlas est devenu le premier à atteindre les objectifs fixés dans la compétition et a donc remporté le prix. C'est un projet de l'université de Toronto, au Canada.
Actionné par une personne à la manière d'une bicyclette, l'Atlas, qui pèse 55 kg, dispose de quatre rotors d'un diamètre de 20,4 mètres, soit 1 307 m2 de surface. Pendant le vol du 13 juin 2013, l'équipe a réussi à maintenir Atlas en l'air pendant 64,11 secondes, il a atteint une altitude maximale de 3,3 mètres et ne dériva pas plus de 9,8 mètres de son point de départ.
Lors de la compétition, l'AeroVelo Atlas était notamment en concurrence avec le Gamera II de l'université du Maryland et le Da Vinci III de l'université d'État polytechnique de Californie.